# Nesticella marapu
Espèce
Nesticella marapu est une espèce d'araignées aranéomorphes de la famille des Nesticidae.

## Distribution
Cette espèce est endémique de Sumba en Indonésie,. Elle se rencontre à Weimangura dans la grotte Gua Marro.

## Description
Le mâle holotype mesure 2,3 mm et la femelle paratype 2,6 mm.

## Publication originale
- Benjamin, 2004 : Nesticella marapu sp. n., a blind nesticid (Araneae: Nesticidae) from Sumba, Indonesia. Revue Suisse de Zoologie, vol. 111, no 2, p. 303-307 (texte intégral).